# 豬爪慎一
豬爪慎一，日本男編劇。主要為電影、真人電影及動畫進行創作。

## 來歷
1999年以特攝影集《聲優戰隊Voicelugger》（第4話）作為編劇出道。
參加《聲優戰隊Voicelugger》後，直到劇本工作的範圍縮小為止，也做過書店店員。除了在辦公區提供訂閱雜誌外，還能透過及時銷售了解每個客戶的圖書偏好，並回答有關新出版物的任何問題來增加銷售額。
出道後經常參與真人拍攝作品，但在《魔彈戰記龍劍道》之後，負責電視動畫的工作有所增加，可能是因為與作為劇本統籌的武上純希有聯繫。2008年的《多米英雄援救武裝》第一次獨自擔任劇本統籌。

## 作品列表
粗體字表示擔任劇本統籌的作品。

### 電視動畫
2006年
- MÄR 魔兵傳奇（編劇）

2007年
- 旋風管家[注 1][1]（編劇）
- 月面兔兵器米娜（編劇）
- 鋼鐵三國志（編劇）
- 農大菌物語（編劇）

2008年
- 楚楚可憐超能少女組[注 2][2]

2009年
- 天堂餐館（編劇）
- 貓願三角戀[3]（編劇）
- 戰鬥司書 The Book of Bantorra（編劇）

2011年
- GOSICK（編劇）
- SKET DANCE[4]（編劇）
- 激戰！彈珠人（編劇）

2012年
- 交響詩篇AO（編劇）
- 激戰！彈珠人eS（編劇）
- JoJo的奇妙冒險（編劇）

2013年
- THE UNLIMITED 兵部京介（編劇）
- 旋風管家 Cuties（編劇）

2014年
- 獻給某飛行員的戀歌（編劇）
- JoJo的奇妙冒險 星塵鬥士（編劇）
- 晨曦公主

2015年
- GANGSTA.
- 食戟之靈（編劇）
- 落第騎士英雄譚（編劇）
- 牙狼〈GARO〉-紅蓮之月-（編劇）

2016年
- JoJo的奇妙冒險 不滅鑽石（編劇）

2018年
- 刻刻（編劇）
- 足球小將 (2018年版)（編劇）
- PERSONA5 the Animation[5]（編劇）
- JoJo的奇妙冒險 黃金之風（編劇）

2019年
- 笑容的代價[6]（編劇）
- 偶像夢幻祭（主要編劇）

2020年
- 科學超電磁砲T（編劇）
- 格萊普尼爾[7]（編劇）

2021年
- 歌劇少女!!（編劇）
- 白金終局[8]（編劇）

2022年
- JoJo的奇妙冒險 石之海（編劇）

2023年
- 間諜教室[9]

2024年
- Acro Trip 頂尖惡路（編劇）

### OVA
2009年
- 即將凋逝的音樂盒（構成、編劇）

2010年
- 楚楚可憐超能少女組 ～愛多憎生！被奪走的未來？～（編劇）

2014年
- 旋風管家 動畫Sunday OVA（編劇）

### 特攝影集
- 聲優戰隊Voicelugger（1999年）
- 魔彈戰記龍劍道[注 1]（2006年，編劇）
- 多米英雄援救武裝

### 真人電影
- （1991年）
- B（1997年）
- 模型的異想世界（日语：ブリスター!）（2000年）
- 手槍歌劇（日语：ピストルオペラ）（2001年）編劇協力
- 姑獲鳥之夏（2005年）
- 夢十夜（2007年）第四夜編劇
- 魍魎之匣（2007年）編劇協力
- 死刑台與電梯（2010年）編劇協力

### 電視劇
- （2002年，WOWOW）編劇
- 農大菌物語（2010年，富士電視台）編劇

## 腳註

## 相關項目
- 武上純希（日语：武上純希）（編劇）
- 川口敬一郎（導演）
- 須賀大觀（日语：須賀大観）（導演）